# 特洛伊乾草機
特洛伊乾草機（英語：Troy Haymakers）是19世紀的美國職棒球隊，於1860年成立，1872年解散。

## 歷史
1860年，球隊以藍星堡聯合棒球俱樂部的名字成立。球隊在1869年進行了第一個職棒賽季，1871年加入國家職業棒球員協會，1872年因球隊破產而解散。
1868年，人們開始以特洛伊乾草機來稱呼這支球隊，不過有時會被稱作特洛伊木馬。1871年，球隊拿下13勝15敗1和，隔年拿下15勝10敗。

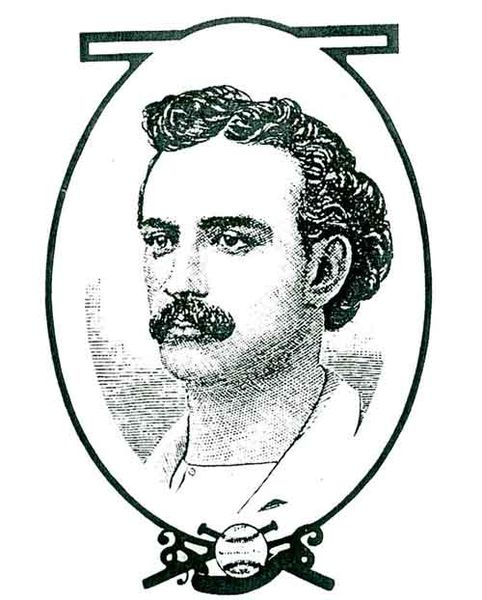
隊史首位總教練利普·派克

乾草機先後由派克、克拉佛和伍德執教。1879年，有一支叫做特洛伊木馬的棒球隊加入國家聯盟，而他們有時會被稱作乾草機。
目前在奧爾巴尼地區的獨立聯盟，有一支棒球隊就叫做特洛伊乾草機。 （页面存档备份，存于）

## 外部連結
- Baseball Reference Team Index （页面存档备份，存于）